# CV-40
La CV-40 o Autovia Central és una carretera de la Xarxa de Carreteres del País Valencià que comunica l'A-7 a l'altura de Canals (la Costera) amb la mateixa A-7 a l'altura d'Albaida.

## Nomenclatura
La CV-40 parteix de l'A-7 a Canals, que en aquest punt es desdobla en la CV-40 fins a Albaida i en A-35 fins a Almansa (Castella-la Manxa). En Albaida torna a prendre el nom d'A-7 fins a la Circumval·lació d'Alacant, l'A-70.
El nom d'Autovia Central és atorgat tant a la CV-40 com a l'A-7 des d'Albaida, ja que en un futur pretén ser l'eix de comunicacions per carretera de les Comarques Centrals del País Valencià a l'espera d'acabar el sector que va d'Ibi a Muro d'Alcoi, passant per Alcoi i Cocentaina, entre d'altres.

## Traçat actual
Els 23,6 quilòmetres aproximadament del seu recorregut comencen entre poblacions importants, com Llanera de Ranes, l'Alcúdia de Crespins i Canals, sent aquesta última la més important. Després continua cap a l'interior travessant el túnel de l'Olleria i passa prop de l'Olleria, on enllaça amb la CV-60. Prossegueix el seu recorregut cap a l'interior passant prop d'Aielo de Malferit i, ja quasi al final del seu recorregut, per Ontinyent. Després gira a l'esquerra i frega el municipi 

## Recorregut
| Velocitat                   | Esquema                  | Eixida | Sentit Albaida (descendent)                      | Sentit Canals (ascendent)                        | Carretera |
| --------------------------- | ------------------------ | ------ | ------------------------------------------------ | ------------------------------------------------ | --------- |
|                             | Final d'autovia i enllaç |        | Començament de la CV-40                          | Final de la CV-40 Enllaç amb l' A-7 - A-35       |           |
| Limitació a 100             | Sortida-entrada autovia  | 1      | L'Alcúdia de Crespins Canals Nord Cerdà Torrella | Cerdà Torrella L'Alcúdia de Crespins Canals Nord | CV-598    |
| Limitació a 100             | Sortida-entrada autovia  | 3      | Canals Sud Novetlè Xàtiva                        | Canals Sud Novetlè Xàtiva                        | CV-645    |
| Limitació a 100             | Autovia o autopista      |        | Tercer carril                                    | Sortida d'emergència                             |           |
| Limitació a 100             | Sortida-entrada autovia  | 4      | Via de servei                                    |                                                  |           |
| Limitació a 100             | Autovia o autopista      |        | Carrils per vehicles lents                       |                                                  |           |
| Limitació a 100             | Sortida-entrada autovia  |        |                                                  | Estació de servei                                |           |
| Limitació a 100             | Autovia o autopista      |        | Final del tercer carril                          | Pendent pronunciat                               |           |
| Limitació de velocitat a 80 | Túnel d'autovia          |        | Tunel de l'Olleria                               | Tunel de l'Olleria                               |           |
| Limitació a 100             | Sortida-entrada autovia  | 11     | Gandia L'Olleria Control tunel                   | Gandia L'Olleria Control tunel                   | CV-60     |
| Limitació a 100             | Sortida-entrada autovia  | 14     | Aielo de Malferit                                | Aielo de Malferit                                |           |
| Limitació a 100             | Sortida-entrada autovia  | 14     |                                                  | Aielo de Malferit                                | CV-598    |
| Limitació a 100             | Sortida-entrada autovia  |        | Ontinyent                                        | Ontinyent Nord                                   | CV-598    |
| Limitació a 100             | Sortida-entrada autovia  |        | Canvi de sentit Camí reial de Gandia             |                                                  |           |
| Limitació a 100             | Sortida-entrada autovia  |        | Ontinyent Villena Agullent                       | Ontinyent Villena Agullent                       | CV-81     |
| Limitació a 100             | Sortida-entrada autovia  |        | Agullent                                         | Agullent                                         |           |
| Limitació a 100             | Sortida-entrada autovia  |        | Benissoda Canvi de sentit Albaida Oest           |                                                  | CV-666    |
| Limitació a 100             | Sortida-entrada autovia  |        | Atzeneta Albaida Gandia                          | Atzeneta Albaida Gandia                          | CV-615    |
|                             | En construcció           |        | Final de la CV-40 Enllaç amb l' A-7              | Començament de la CV-40                          |           |